# Mitte (Bremen)
Mitte (ⓘ) ist ein Stadtteil von Bremen und bildet zusammen mit dem Stadtteil Häfen den Bremer Stadtbezirk Mitte.

## Geografie und Ortsteile

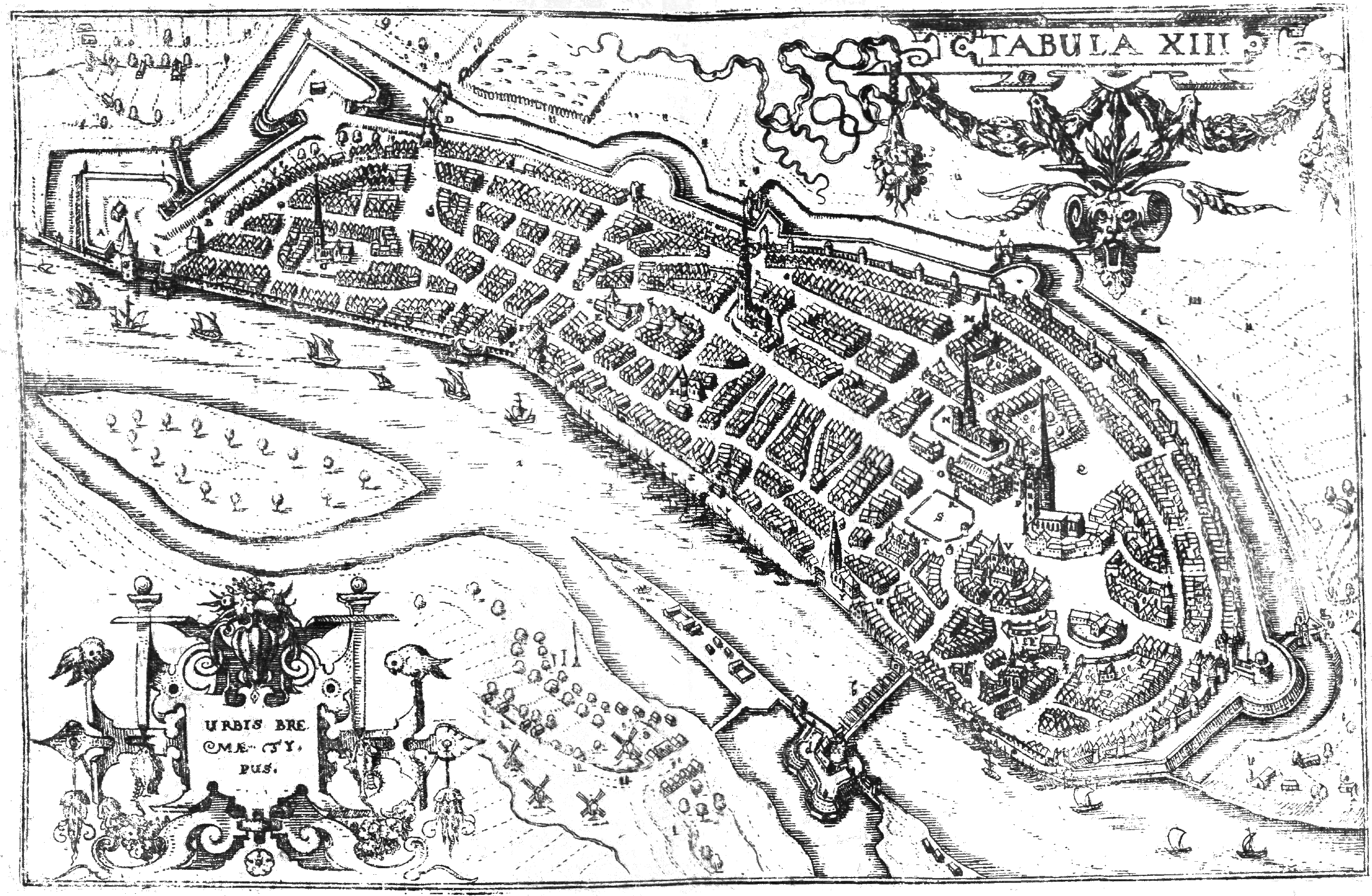
Bremen 1603. Die Stadtmauer zwischen Stephaniviertel und übriger Altstadt ist abgerissen, aber ihr Verlauf ist noch als Straßenzug vom Ansgaritor zum Fangturm – heute: Jakobistraße, Hankenstraße, Wenkenstraße – erkennbar.

Der Stadtteil Mitte liegt im Zentrum der Stadt auf dem rechten Weserufer.

### Altstadt
Fläche: 1,18 km², 3.917 Einwohner (3.319 Einwohner je km²)
Die Altstadt ist der historische Kern der Stadt Bremen. Sie lässt sich unterteilen in den Stadtkern, das Schnoorviertel im Südosten, das Stephaniviertel mit dem Faulenquartier im Westen und das Weserufer mit der Schlachte.
Die Keimzelle der Stadt Bremen befindet sich in der Mitte des heutigen Stadtkerns, rund um den Bremer Marktplatz und den Dom. Auf diesen Kern geht auch die Besiedlung des Schnoorviertels und des östlichen Rands des Faulenquartiers zurück. Um 1200 wurde die erste Stadtmauer um diese Siedlung gebaut.
Der Kern des Stephaniviertels ist die vor den Toren der Stadt um 1050 erbaute Stephanikirche. Erst 1307 wurde die Steffensstadt als erste Erweiterung Bremens an die heutige Altstadt angeschlossen und mit einer ergänzenden Stadtmauer versehen.
Über die Grenzen der Altstadt hinaus hat sich Bremen erstmals im 17. Jahrhundert durch die planmäßige Gründung der Neustadt erweitert. Daneben ist die als Leprastation vor den Toren der Stadt gegründete Gemeinde St. Remberti, erstmals erwähnt 1306, zu nennen.

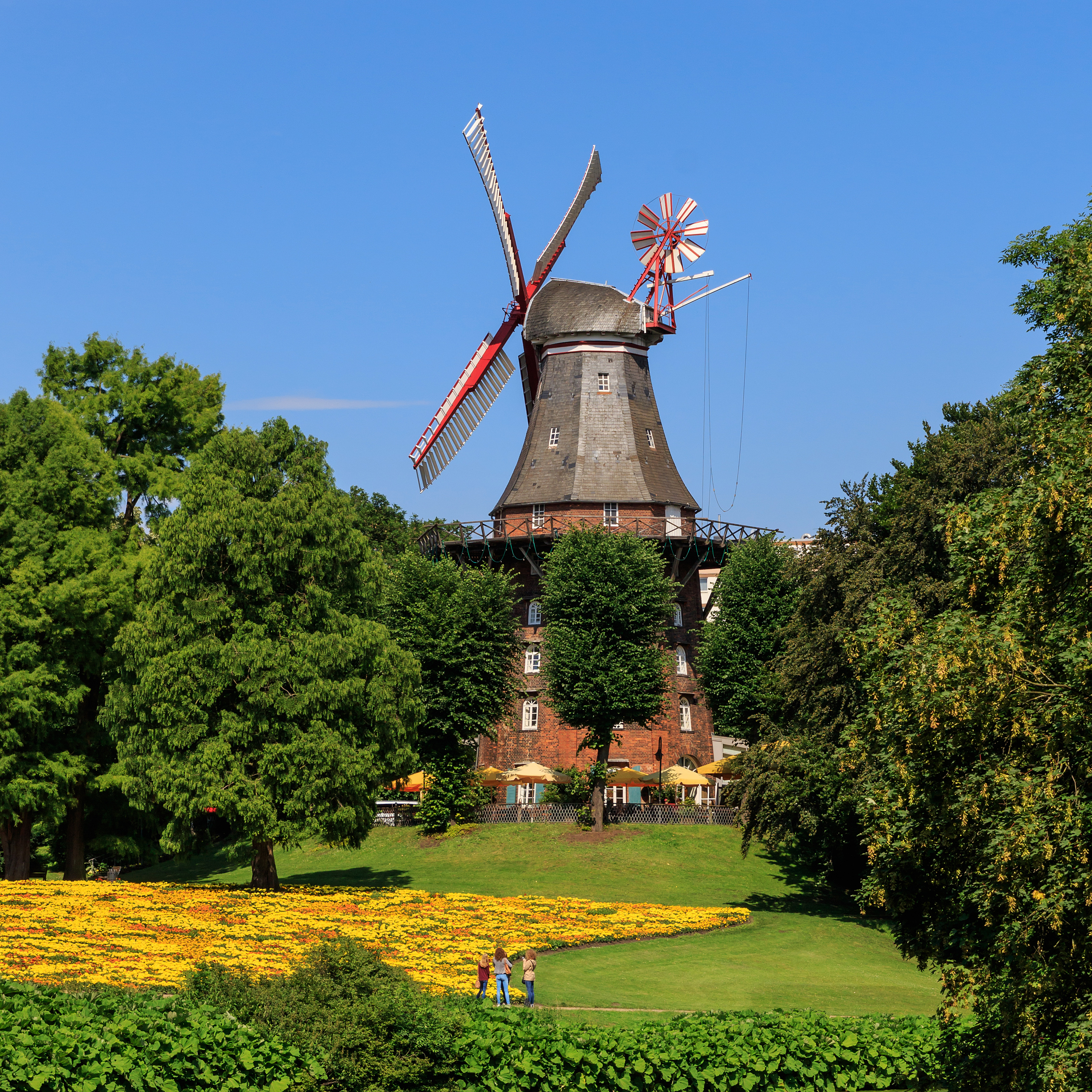
Wallanlagen mit Mühle

Die Altstadt ist von den Wallanlagen umgeben. Die ehemaligen Stadtbefestigungsanlagen wurden zu Beginn des 19. Jahrhunderts zu einer Grünanlage umgestaltet, welche unlängst unter gartendenkmalpflegerischen Gesichtspunkten restauriert wurde. Von den ehemals hier befindlichen Windmühlen ist nur die Herdentorswallmühle erhalten, die jetzt als Restaurant und Café genutzt wird.
Von den ehemaligen Torgebäuden sind die jetzt musealen Zwecken dienenden klassizistischen Wachhäuser am Ostertor erhalten. Direkt daneben befindet sich das Gebäude der Kunsthalle Bremen.
In der Dechanatstraße befindet sich der Fachbereich Musik der Hochschule für Künste Bremen, die mit ihrem weiteren Fachbereich Kunst und Design in der Überseestadt eine Musikhochschule und Kunsthochschule in einer Institution vereint.

#### Stadtkern

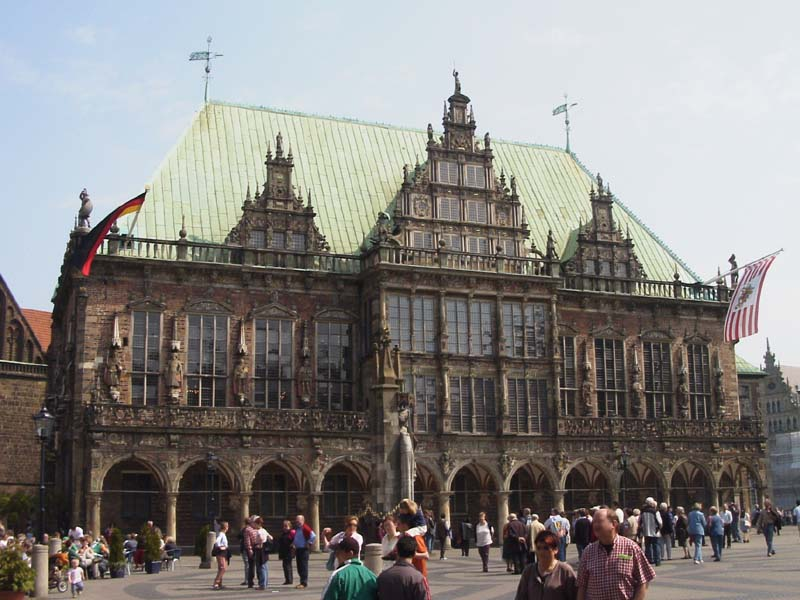
Stadtkern: Rathaus mit Roland

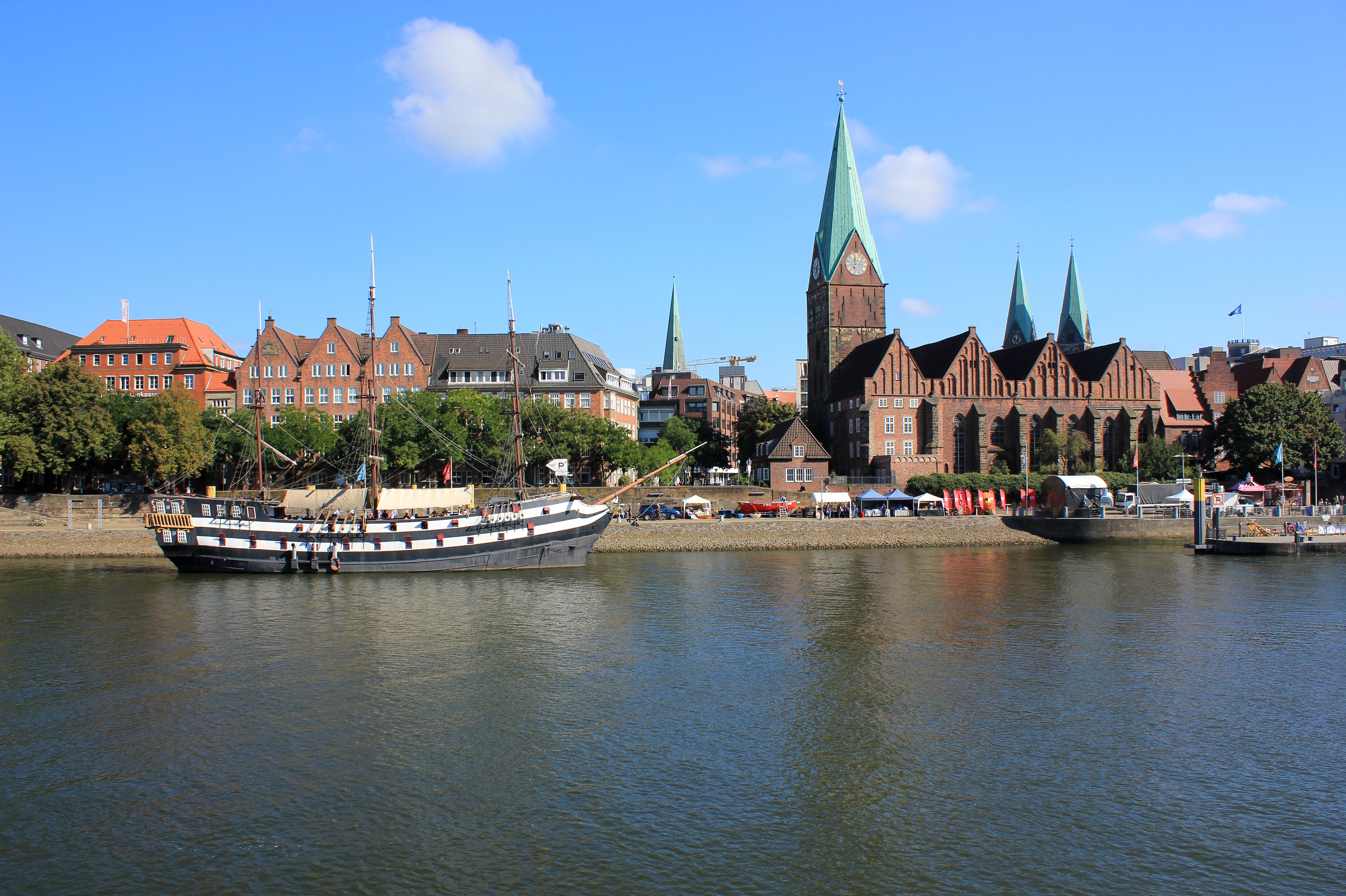
Der östliche Teil der Schlachte mit der Kirche St. Martini und der Fregatte „Admiral Nelson“

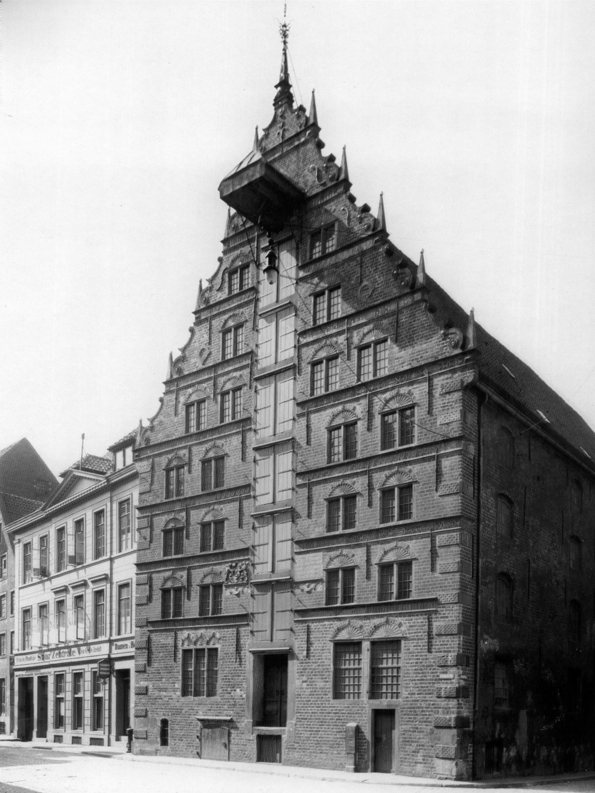
Bremer Kornhaus, 1591 errichtet, 1944 durch Luftangriffe zerstört

Als Stadtkern kann der Bereich der Bremer Altstadt zwischen Brill und Ostertor bezeichnet werden.
Die Fußgängerzone
In der Altstadt sind ab den 1960er Jahren die Haupteinkaufsstraßen zu Fußgängerzonen umgestaltet worden. Dazu gehört unter anderem der Bremer Marktplatz, Unser-Lieben-Frauen-Kirchhof, der Domshof, die Domsheide, die Böttcherstraße, die Obernstraße und Hutfilterstraße, die Sögestraße, die Langenstraße mit der Stadtwaage und dem Essighaus, die Pieper- und die Papenstraße, der Ansgarikirchhof und die Knochenhauerstraße.
Mit der Umwandlung der Hundestraße in die private überdachte Lloydpassage wurde der Einkaufsbereich erweitert und attraktiver gestaltet.
Zu den sich vorwiegend in Ost-West-Richtung erstreckenden Einkaufspassagen gehören u. a. die Domshof-Passage, die Katharinen-Passage, die Lloyd-Passage und das Bremer Carrée mit der Ansgari-Passage.
Sehenswürdigkeiten
Zum Kern gehören die typischen innerstädtischen Einkaufsmöglichkeiten und Institutionen sowie viele Sehenswürdigkeiten wie der Roland, das Rathaus, der Schütting (Sitz der Handelskammer), der Bremer Dom, das Haus der Bremischen Bürgerschaft (Landesparlament), die Baumwollbörse und die Liebfrauenkirche.
Vom Marktplatz in alle Himmelsrichtungen:
Südlich vom Marktplatz führt die Böttcherstraße zur Weser und zur Schlachte, einer Promenade mit zahlreichen Gaststätten, und zur Martinikirche. Früher trennte ein Flussarm der Weser – die Balge – die Altstadt von der Weser.
Nördlich an den Marktplatz schließt der Domshof an mit dem Neptunbrunnen. Er ist bis auf seine Südseite von Bankgebäuden umgeben. Hier wird täglich bis auf Sonntag ein Wochenmarkt abgehalten und auf dem nahe gelegenen Liebfrauenkirchhof ein Blumenmarkt.
Östlich des Marktplatzes befinden sich an der Domsheide das Haus der Glocke mit Konzertsaal sowie das monumentale historistische Gerichtsgebäude. Die Kirche St. Johann befindet sich am Rande des daran anschließenden Schnoorviertels.
Westlich vom Marktplatz, in der Hundestraße befand sich das monumentale Gebäude der Hauptverwaltung des Norddeutschen Lloyd. Nach dessen Abriss entstand hier das Kaufhaus Horten, jetzt Galeria Kaufhof. In der Sögestraße baute 1904 Rudolph Karstadt die erste Filiale in Bremen, an dessen Standort heute eine Filiale von Karstadt Sport steht. Das heutige Kaufhaus Karstadt Bremen an der Obernstraße wurde von 1930 bis 1932 errichtet und nach Zerstörung im Zweiten Weltkrieg wieder aufgebaut.
Noch weiter westlich befand sich am Ansgarikirchhof die Ansgarikirche, die im Zweiten Weltkrieg zerstört wurde und deren Ruine in den 1950er Jahren abgerissen wurde. Die Kirchturmspitze diente Carl Friedrich Gauß im 19. Jahrhundert als Vermessungspunkt für die erste Landesvermessung. Hieran erinnert eine Platte auf dem Ansgarikirchhof vor dem Bremer Carrée. Auf dem Platz befindet sich weiter eine Säule zur Erinnerung an den ersten Erzbischof Bremens, Ansgar von Bremen. An seiner Westseite befindet sich das Gewerbehaus im Renaissancestil.
Anstelle der Kirche wurde das Kaufhaus Hertie errichtet, welches inzwischen abgerissen und durch das Bremer Carrée ersetzt wurde. Auf dem neuen Platz Hanseatenhof steht das Friedrich-Wilhelm-Bessel-Denkmal.

##### Schnoor

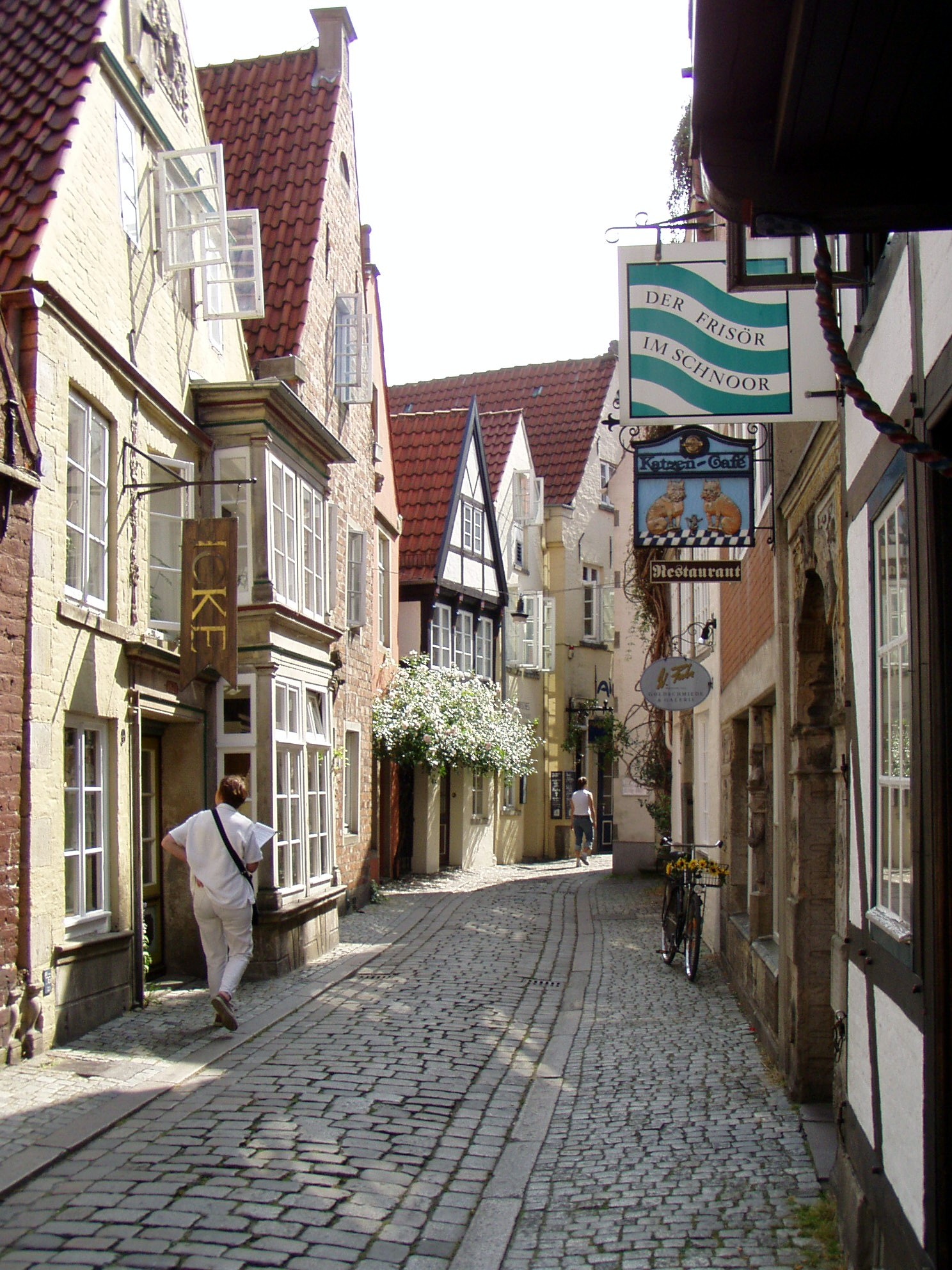
Schnoorviertel in Bremen

Der Schnoor (auch Schnoorviertel genannt) ist ein mittelalterliches Gängeviertel im Südosten der Altstadt. Es ist nach den Zerstörungen des Zweiten Weltkrieges das letzte in der Altstadt erhaltene Gebiet mit zusammenhängender Bebauung aus der Zeit vom 15. bis 19. Jahrhundert. Nach seiner Restaurierung in den 1950/60er Jahren entwickelte es sich zu einem touristischen Hauptanziehungspunkt Bremens mit vielen Restaurants, Galerien, Kleinkunstbetrieben und Kunstgewerbegeschäften. Der Name des Quartiers bezieht sich auf den Straßenzug Schnoor.

#### Schlachte
Entlang der Weser erstreckt sich zwischen der Wilhelm-Kaisen-Brücke und der Jugendherberge Bremen in der Kalkstraße die als Uferpromenade neu gestaltete Schlachte, welche sich zu einer Gastronomiemeile entwickelt hat.

#### Stephaniviertel
Den Westen der Altstadt bildet das Stephaniviertel, auch Steffensstadt oder Faulenquartier genannt, wo die gotische Stephanikirche steht sowie u. a. Radio Bremen, die ehem. Sparkasse am Brill, das frühere Kaufhaus Bamberger und heutige Bremer Volkshochschule, die Jugendherberge Bremen und das Haus der Architektenkammer beheimatet sind.

### Bahnhofsvorstadt

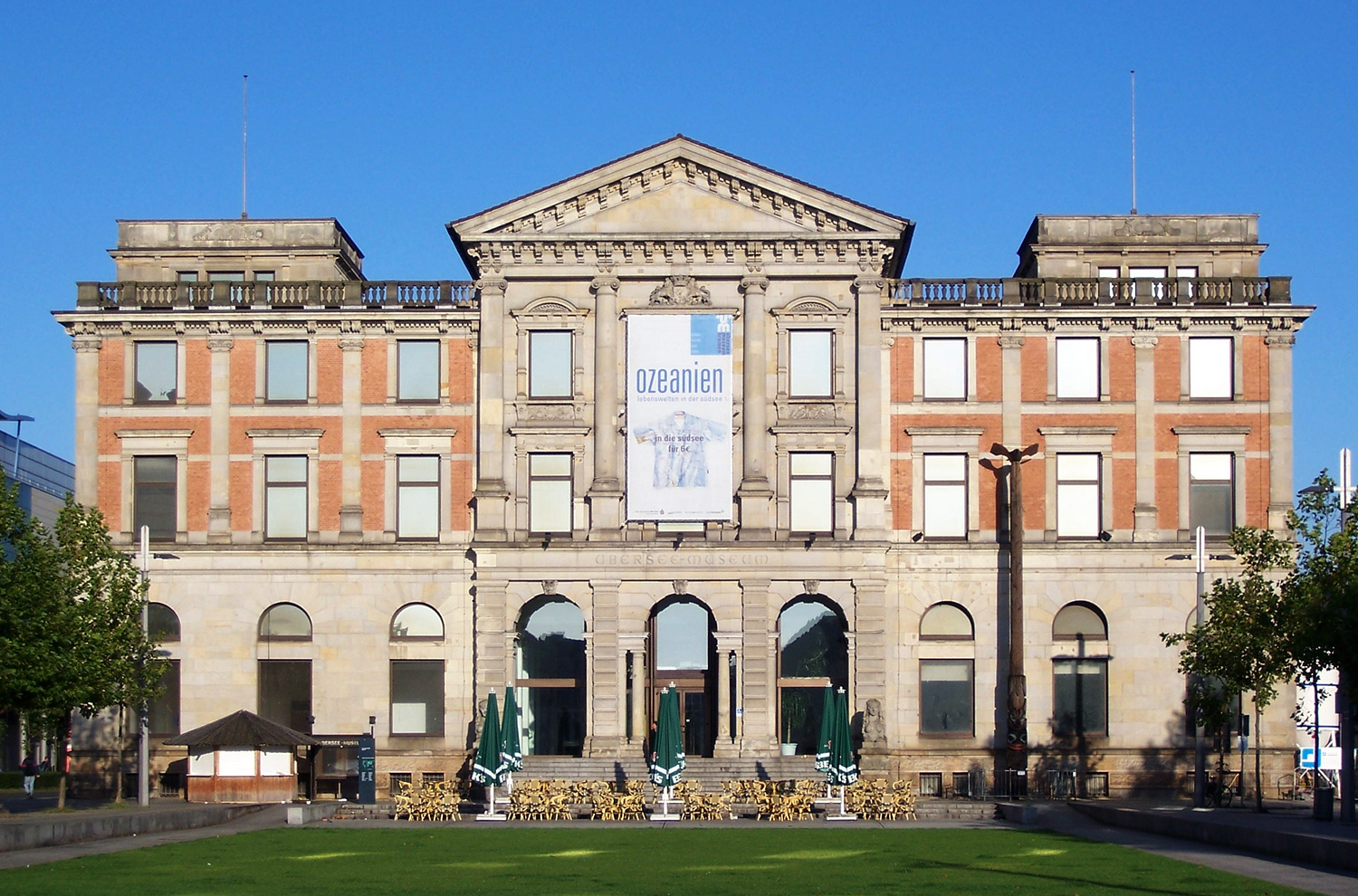
Überseemuseum, vom Bahnhofsvorplatz aus

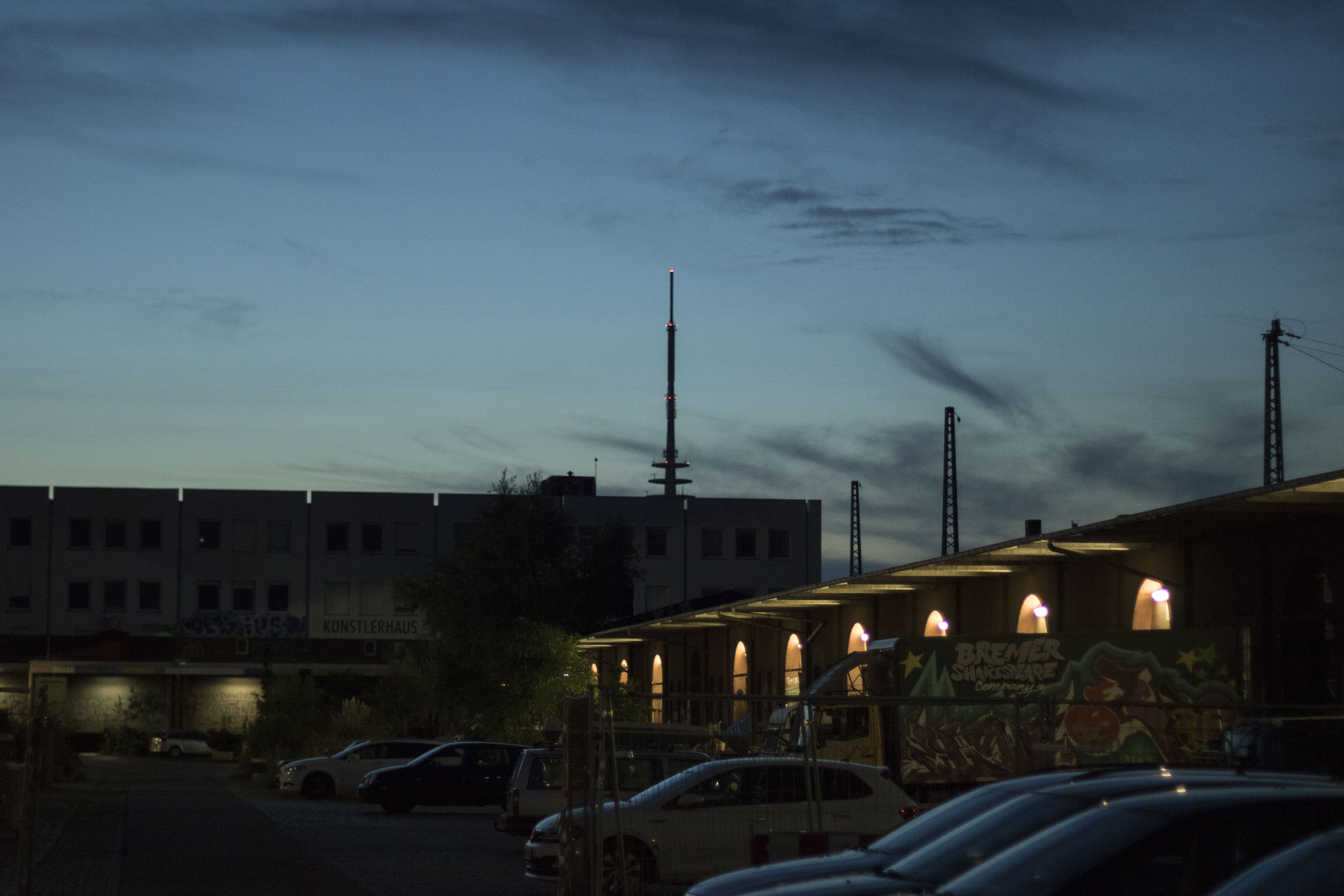
Kulturzentrum Alter Güterbahnhof südwestlich des Hauptbahnhofes

Fläche: 1,12 km², 6.053 Einwohner (5.404 Einwohner je km²)
Die Bahnhofsvorstadt wird im Wesentlichen begrenzt durch Schienen der Eisenbahn im Westen und Norden bzw. die Theodor-Heuss-Allee nordöstlich des Bremer Hauptbahnhofs, die Wallanlagen im Süden sowie den Straßenzug Rembertistraße – Parkallee im Osten.
Am Bahnhofsplatz befinden sich der Bremer Hauptbahnhof von 1889 und das Überseemuseum von 1896.
Das Viertel wird auch geprägt durch die zwei Hochhäuser, das Tivoli-Hochhaus und das Siemens-Hochhaus, die beide Anfang der 1960er Jahre errichtet wurden.
Entlang des Breitenwegs erstreckt sich eine Vergnügungsmeile, die umgangssprachlich auch Diskomeile genannt wird, mit zahlreichen Musikclubs, Diskotheken wie das StuBu und Sex-Shops. Die Bahnhofsvorstadt wird durch die Hochstraße auf dem Breitenweg optisch zerschnitten. Die Gegend ist geprägt von vier- bis siebenstöckigen Wohnhäusern; entlang der Durchgangsstraßen finden sich im Erdgeschoss Ladenlokale.
Am Herdentorsteinweg befand sich von der Verlegung aus den Innenstadtkirchhöfen bis zum Bau der Eisenbahn im 19. Jahrhundert der Hauptfriedhof. In dieser Zeit wurden die Großfriedhöfe am Riensberg, in Walle und in Osterholz angelegt.
In der Bahnhofsstraße 6 hat das Bürogebäude der Bremer Vertretung der Deutschen Hollerithgesellschaft (DEHOMAG) aus den 1920er Jahren den Krieg überstanden.
In der Bahnhofsvorstadt haben zahlreiche Behörden ihren Dienstsitz, darunter die Senatorin für Finanzen, welche in dem repräsentativen Gebäude Haus des Reichs untergebracht ist, der Bausenator im Siemens-Hochhaus und die Sozialsenatorin im Tivoli-Hochhaus.
Am neu gestalteten Hillmannplatz entstanden 1984 nach Plänen von Meinhard von Gerkan ein Hotel mit einer kleinen Passage sowie das Parkhaus Hillmannplatz. Bemerkenswert ist auch das 2006 errichtete Contrescarpe-Center von Oswald Mathias Ungers gegenüber dem Ende der Bahnhofstraße.

### Ostertor

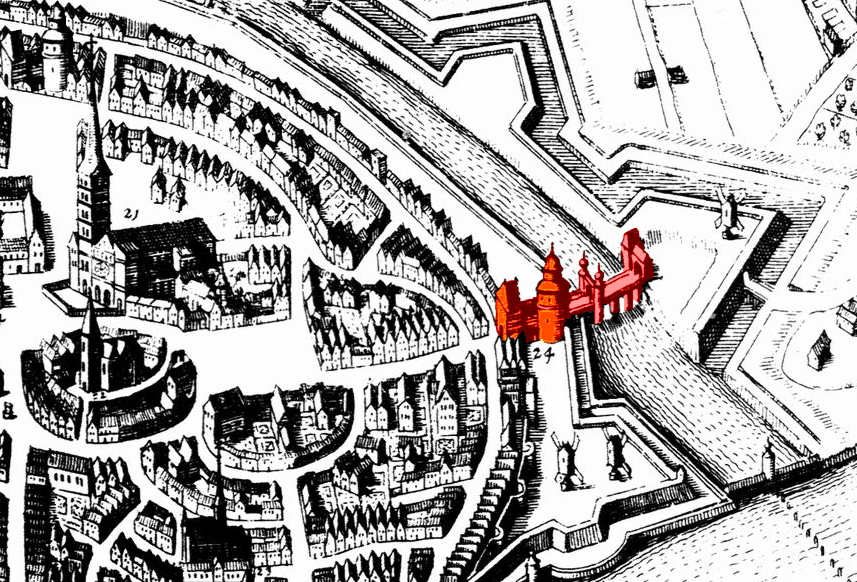
Das „Osterthor“ 1640/41 (rot hervorgehoben). Der Weg in Richtung Osten war noch nicht gradlinig. Der östliche Ostertorsteinweg mit allen seinen Nebenstraßen ab Wulwesstraße war auf der Karte schon eingetragen (außerhalb dieses Bildausschnitts).

Fläche: 0,82 km², 8.368 Einwohner (10.205 Einwohner je km²)
Zusammen mit dem Ortsteil Steintor bildet dieser Ortsteil das sogenannte Viertel.
Seinen Namen verdankt das Ostertor seiner Lage vor dem Osttor der Stadtmauer des historischen Bremens, an dem ein mittelalterlicher Handelsweg begann, der heutige Ostertorsteinweg. Dort vor der Stadt befand sich ab 1050 das von Benediktinern geführte Paulskloster mit weitreichendem Landbesitz im Bremer Umland, unter anderem der Pauliner Marsch, die auch den Standort des heutigen Weserstadions umfasst. Im 15. Jahrhundert wurde das Kloster jedoch samt der Düne, auf der es stand, abgerissen bzw. abgetragen mit der offiziellen Begründung, von dieser Erhebung sei Bremen gut mit Kanonen zu beschießen und das Kloster biete eine gute Belagerungsposition für feindliche Heere. Möglicherweise leistete aber auch die permanente Rivalität zum Bischof von Bremen ihren Beitrag.
Der Ostertorzwinger wurde 1514 am Ostertor als Verteidigungsanlage, Waffen- und Munitionsdepot sowie Gefängnis erbaut. Durch Blitzschlag entzündeten sich 1624 die Pulvervorräte, der Bau wurde zerstört und zwei Jahre später wieder aufgebaut. Ab 1720 wurde hier kein Pulver mehr eingelagert, die Funktion als Gefängnis blieb bis zum Abbruch 1826 erhalten.
1849 wurde die Torsperre aufgehoben und die Vorstadtbürger erhielten das gleiche Bürgerrecht wie die Altstadtbürger. Danach wurde der heutige Ortsteil Ostertor dicht bebaut. Eine typische Bebauung der 1850er-Jahre sind die Reihenhäuser der Adlerstraße. Die Gebrüder Bolte, die bereits 1853 die Charlottenstraße und 1854 die Bernhard- und die Luisenstraße angelegt hatten, erbauten 1860 auch die Kreftingstraße, hier entstanden unterschiedliche Typen von größeren Bremer Häusern. Die angrenzende Bebauung der Straße Beim Steinernen Kreuz entstand um 1870, der Name der Straße erinnert an die Hinrichtungsstätte von Bürgermeister Johann Vasmer im Jahre 1430. Das originale Kreuz steht im Focke-Museum. In der Bleicherstraße, der Name stammt von der Verwendung der umliegenden Wiesen als Ort zum Sonnenbleichen der Wäsche, befand sich die St. Pauli-Brauerei, in den 1870er Jahren die größte Bremer Brauerei. Teile des Gebäudes stehen noch heute, im Brauhauskeller gibt es seit 1992 eine Theater-Spielstätte. Das Haus Kohlhökerstraße 52 wurde 1876 an der Stelle eines Sommerhauses von 1838 erbaut. 1907 wurde in der Weberstraße das Ensemble Wiener Hof erbaut. Das Theater am Goetheplatz wurde 1913 eröffnet und 1950 wiederaufgebaut.
Das Ostertor war von den Zerstörungen des Zweiten Weltkriegs nur wenig betroffen. In den 1960er Jahren wurde für den Bau des Rembertikreisels und des Rembertiringes ein Teil des nördlichen Ostertors abgerissen. Der Weiterbau als Mozarttrasse, einer autobahnähnlichen Schnellstraße durch das südliche Ostertor, wurde im November 1973 nach zahlreichen Protesten verhindert. Auf einigen Grundstücken der geplanten Trasse entstanden von 1977 bis 1980 die Wohnbauten im Milchquartier.
Seit 1965 befindet sich der Musikklub Lila Eule im Ostertor. Das Cinema im Ostertor wurde 1969 als erstes deutsches Programmkino eröffnet. Seit 1978 besteht das Kulturzentrum Lagerhaus im um 1900 erbauten ehemaligen Packhaus in der Schildstraße, eine der ältesten Straßen der Bremer Vorstadt, die bis 1872 Im Sack hieß.

## Geschichte
Die Geschichte des Stadtteils Mitte ist auch im Wesentlichen die Geschichte der Stadt Bremen. Weiterhin siehe auch
- bei den jeweiligen Ortsteilen Altstadt, Bahnhofsvorstadt und Ostertor sowie im Artikel Viertel,
- bei Bremer Stadtbefestigung, Bremer Stadtrecht, Bremer Kirchengeschichte und den Artikeln zu den Bauwerken, Kirchen, Klöstern, Straßen, Plätzen, Parkanlagen, Wirtschaft etc. und in der Kategorie zur Geschichte Bremens,
- bei Literatur zur Geschichte Bremens die Bremer Stadtpläne, Landkarten und Stadtansichten und Bremen in der Literatur.

## Politik und Verwaltung

### Beirat
Der Beirat Mitte tagt regelmäßig und in der Regel öffentlich im Ortsamt oder in anderen Einrichtungen wie z. B. Schulen. Der Beirat setzt sich aus den auf Stadtteilebene direkt gewählten Vertretern der politischen Parteien oder Einzelkandidaten zusammen. Die Beiratswahlen finden alle vier Jahre statt, zeitgleich mit den Wahlen zur Bremischen Bürgerschaft. Der Beirat diskutiert über alle Belange des Stadtteils, die von öffentlichem Interesse sind, und fasst hierzu Beschlüsse, die an die Verwaltung, die Landesregierung und die Stadtbürgerschaft weitergeleitet werden. Für seine Arbeit bildet er Fachausschüsse. Dem Beirat stehen für stadtteilbezogene Maßnahmen eigene Haushaltsmittel zur Verfügung.
Beiratssprecherin ist Anna Kreuzer (Bündnis 90/Die Grünen). Ihre Stellvertreterin ist Birgit Olbrich (SPD).

### Ortsamt
Das Ortsamt Mitte/Östliche Vorstadt ist eine örtliche Verwaltungsbehörde. Es unterstützt den Beirat bei seiner politischen Arbeit. Es soll an allen örtlichen Aufgaben, die von öffentlichen Interesse sind, mitwirken. Es wird vom Beirat vorgeschlagenen und vom Senat bestätigten Ortsamtsleiter geführt. Das Ortsamt befindet sich in der Villa Rutenberg, Am Dobben 91. Ortsamtsleiterin ist Astrid Dietze.

## Kultur und Sehenswürdigkeiten

### Bauwerke
Die bedeutsamsten Gebäude sind
| - Bremer Rathaus - Neues Rathaus - Bremer Dom - Schütting - Liebfrauenkirche - St. Stephani - St. Martini - St. Johann | - Stadtwaage - Gewerbehaus (Bremen) - Essighaus - Bremen Hauptbahnhof - Haus des Reichs - Wall-Forum | - Gerichtsgebäude Domsheide - Haus der Bürgerschaft - ehem. Amerikanisches Generalkonsulat - Versicherungshaus Am Wall 128/134 |

### Straßen und Plätze
| - Am Brill - Am Wall - Ansgarikirchhof - Böttcherstraße - Bremer Marktplatz - Domsheide | - Domshof - Faulenstraße - Geeren - Goetheplatz - Langenstraße - Hillmannplatz - Obernstraße - Osterdeich | - Ostertorsteinweg - Präsident-Kennedy-Platz - Schlachte - Schnoor - Sögestraße - Tiefer - Unser-Lieben-Frauen-Kirchhof |

### Museen
| - Antikenmuseum im Schnoor - Bremer Geschichtenhaus - Dom-Museum und - Bleikeller - Gerhard-Marcks-Haus - Kunsthalle Bremen | - Museen Böttcherstraße - Ludwig Roselius Museum - Paula Modersohn-Becker Museum - Weserburg Museum für moderne Kunst - Wilhelm-Wagenfeld-Haus - Überseemuseum |

### Theater und Musik
- Theater Bremen
  - Theater am Goetheplatz
  - Neues Schauspielhaus
  - Brauhauskeller
  - MoKS
- Concordia
- Musical Theater Bremen
- Die Glocke

### Parks und Grünzonen
- Bremer Wallanlagen
- Weserpromenade am Osterdeich
- Focke-Garten

### Veranstaltungen
- Der Bremer Freimarkt findet seit 1035 statt und ist damit eines der ältesten Volksfeste Deutschlands. Der Freimarktsumzug führt durch die Altstadt.
- Die Schaffermahlzeit in Bremen ist das älteste fortbestehende, sich alljährlich wiederholende Festmahl der Welt.
- Die Bremer Eiswette ist seit 1829 ein Bremer Brauch, bei dem am 6. Januar, dem Dreikönigstag, am Punkendeich (Osterdeich in der Nähe vom Sielwall) gewettet wird, ob die Weser „geiht oder steiht“ (geht oder steht).
- Das Bremer Tabak-Collegium ist eine Anfang der 1950er Jahre von Bremer Kaufleuten begründete Gesprächsrunde mit einem Festmahl.
- Der Bremer Karneval findet erst seit 1986 statt.
- Die Breminale ist seit 1987 ein fünftägiges Open-Air-Festival am Osterdeich.
- Das Bremer Sechstagerennen startet jeweils im Januar
- Der Bremen-Marathon findet seit 2005 statt.

## Öffentliche Einrichtungen

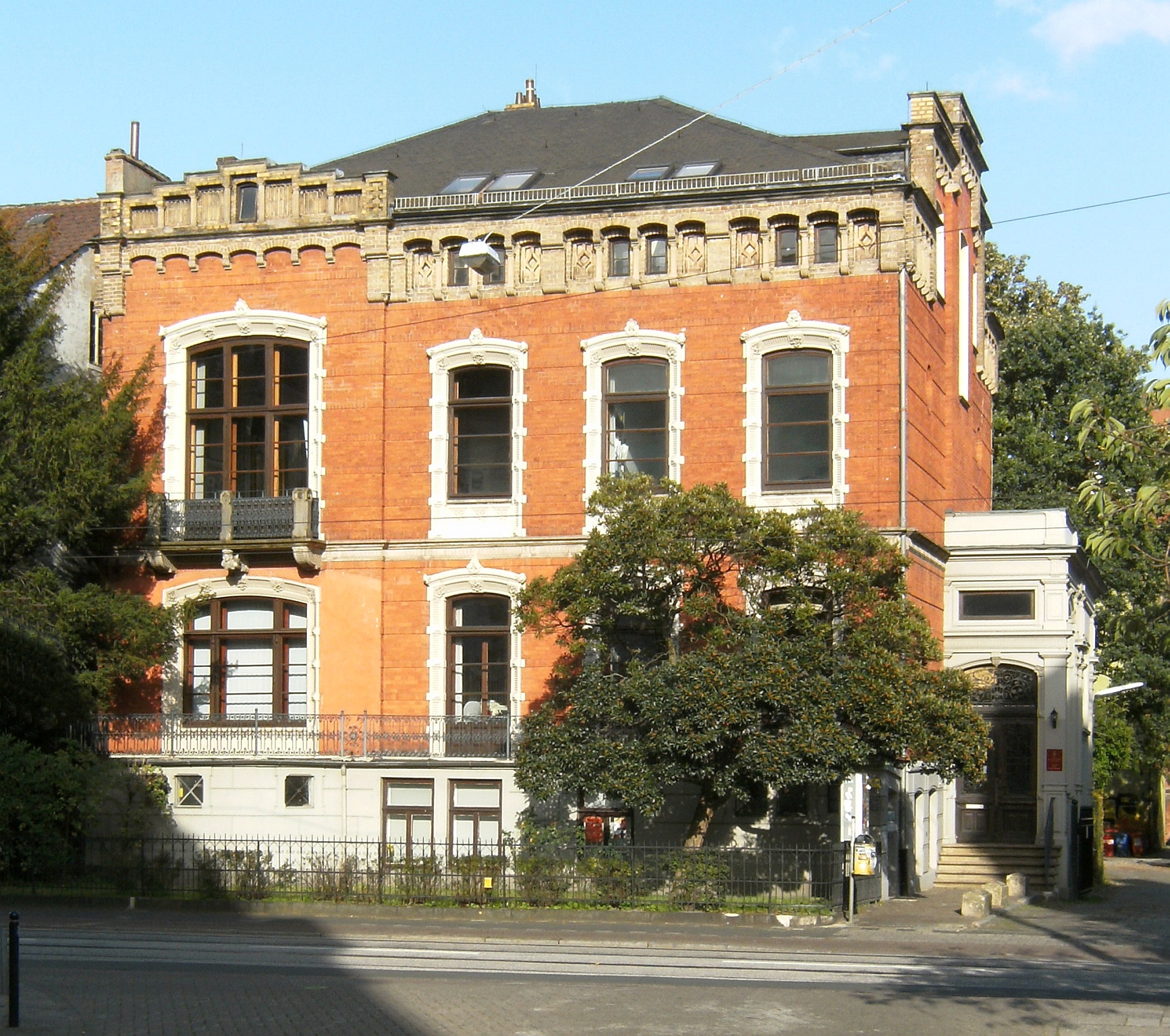
Ortsamt in der Villa Rutenberg, Am Dobben 91

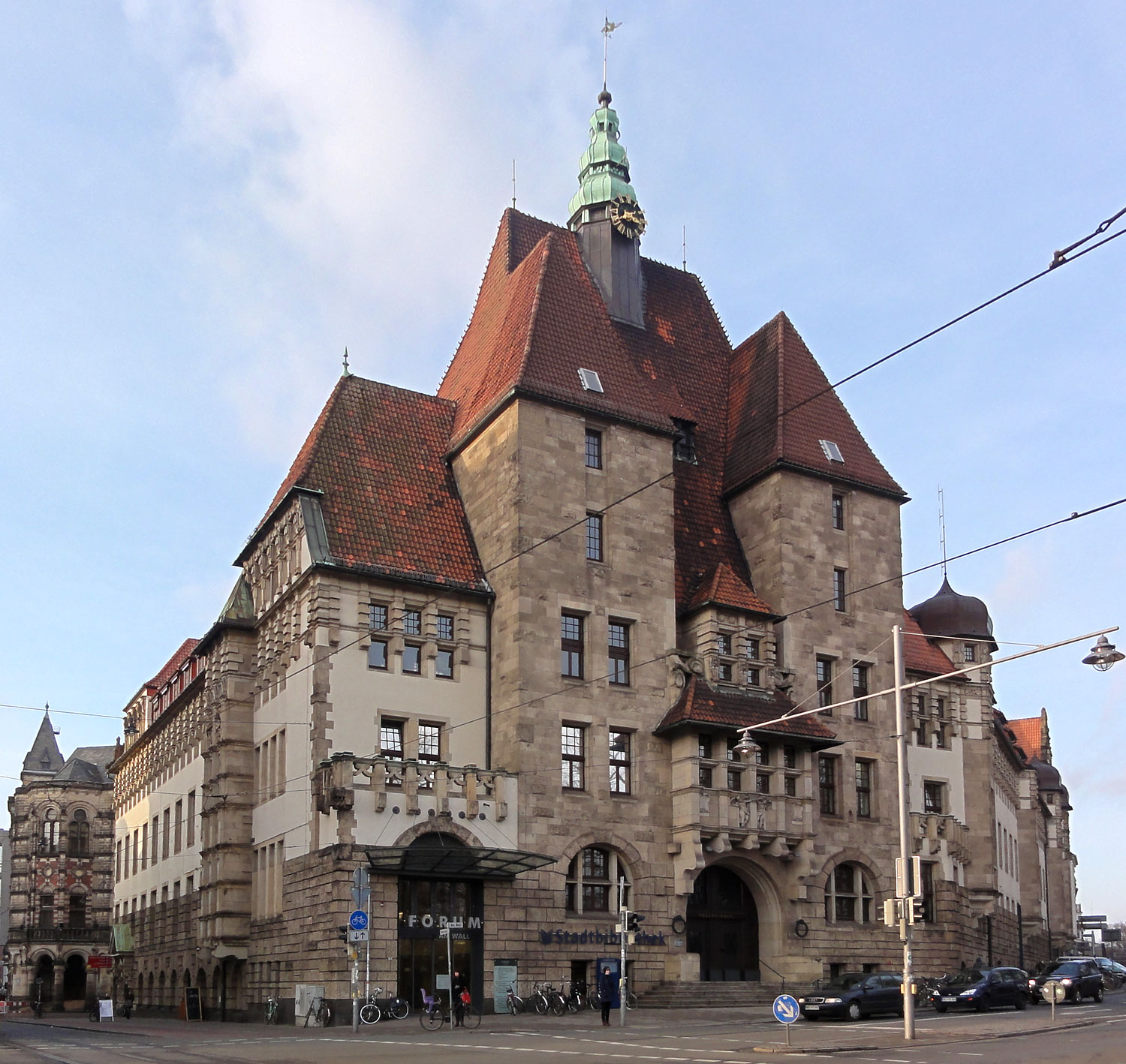
Ex. Polizeihaus Am Wall 201

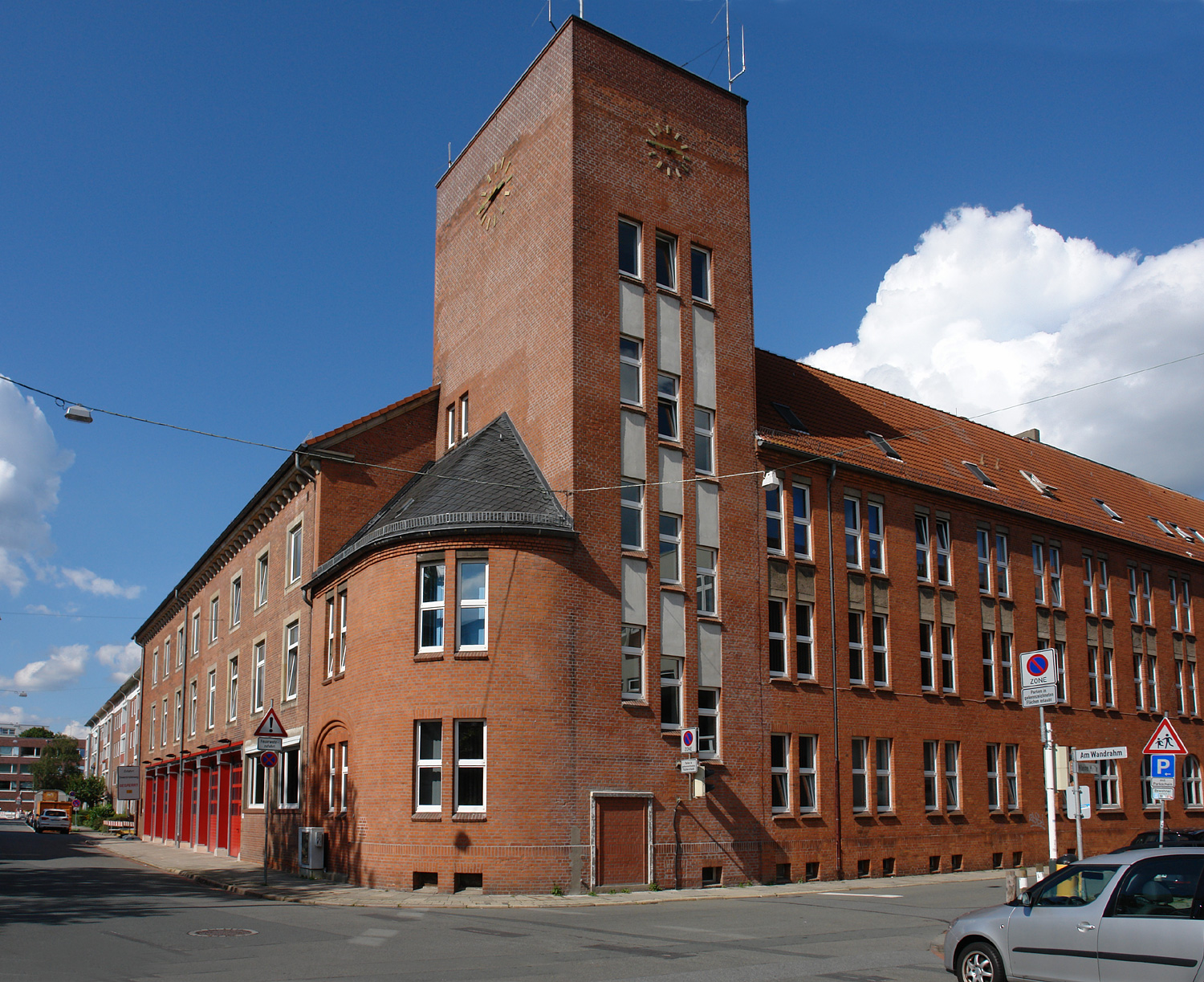
Feuer- und Rettungswache 1

### Allgemein
- Bremische Bürgerschaft (Landtag und Stadtbürgerschaft) am Markt
- Rathaus Bremen am Markt und alle Senatorischen Dienststellen des Landes Bremen
- Viele Ämter und Dienststellen des Landes und der Stadt Bremen
  - Landesamt für Denkmalpflege, Sandstraße 3
  - Finanzämter im Haus des Reichs, Rudolf-Hilferding-Platz 1
  - Gerichte: Amtsgericht, Anwaltsgericht, Anwaltsgerichtshof, Arbeitsgericht Bremen-Bremerhaven, Finanzgericht, Hanseatisches Oberlandesgericht Bremen, Landesarbeitsgericht, Landessozialgericht Niedersachsen-Bremen – Zweigstelle Bremen, Landgericht Bremen, Oberverwaltungsgericht, Sozialgericht, Staatsgerichtshof der Freien Hansestadt Bremen, Verwaltungsgericht
  - Staatsanwaltschaft Bremen, Ostertorstraße 10 und die Generalstaatsanwaltschaft, Richtweg 16–22
  - Verschiedene Abteilungen des dezentralisierten Landesinstituts für Schule (LIS), wie das Referat Gesundheit und Suchtprävention, das Zentrum für Medien und das Regionale Beratungs- und Unterstützungszentrum Bremen-Mitte (ReBUZ), Große Weidestraße 4–16
- Ortsamt Mitte/Östliche Vorstadt, Am Dobben 91 in der Villa Rutenberg
- Stadtamt – BürgerServiceCenter-Mitte, Pelzerstraße 40
- Polizeirevier Innenstadt, Am Wall 200
  - Polizeiwache Stephanitor, Daniel-von-Büren-Straße 2a
  - Kontaktbüro der Polizei bei Karstadt in der Obernstraße 5–33
  - Kriminalpolizeiliche Beratungsstelle, Am Wall 196a
- Feuerwehr Bremen, Feuer- und Rettungswache 1, Am Wandrahm
- Stadtbibliothek, Altenwall 15/16

### Schulen

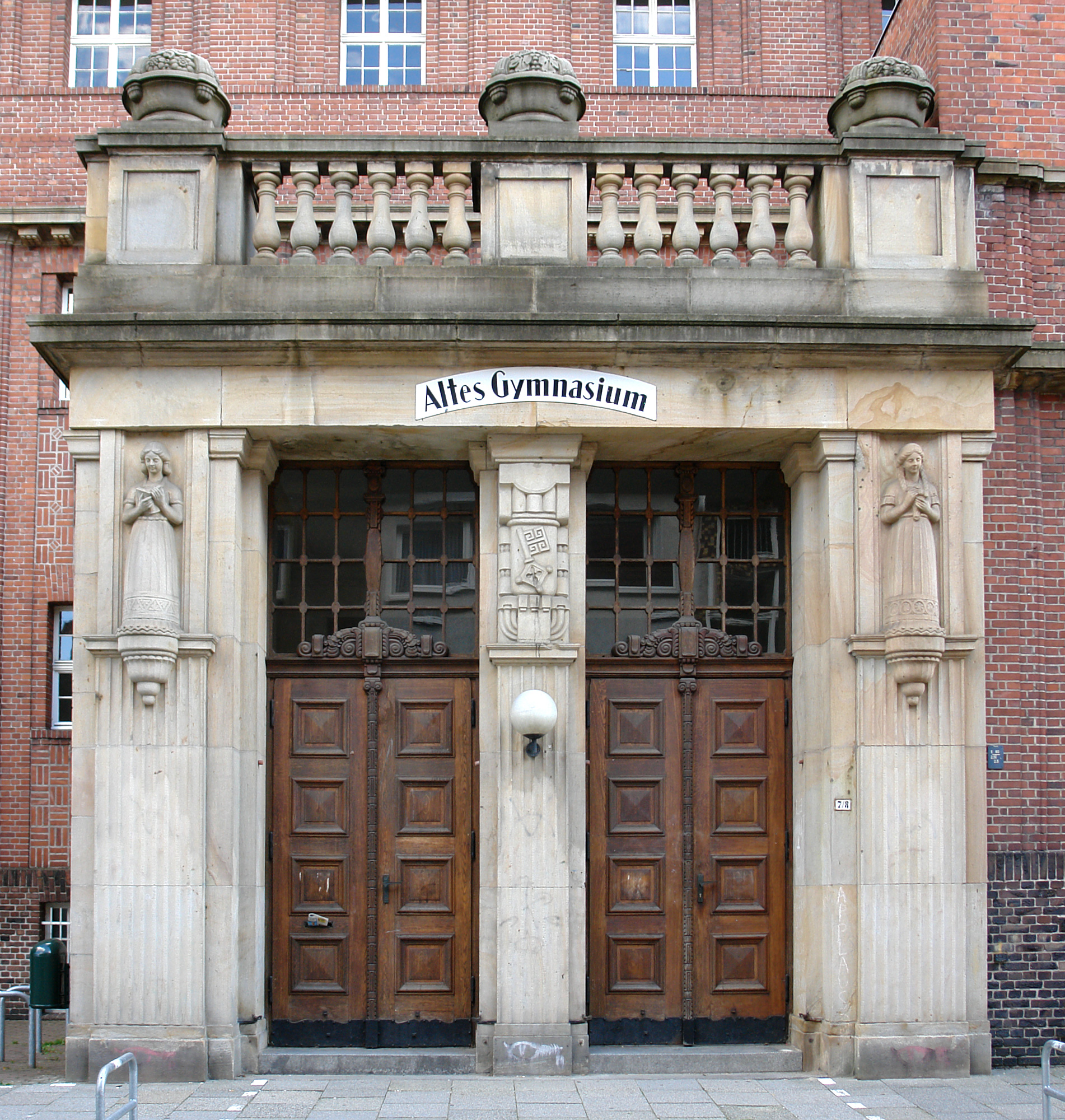
Altes Gymnasium, Kleine Helle 7

- Bürgermeister-Smidt-Schule, Contrescarpe 26 ist eine Grundschule.
- Schulzentrum des Sekundarbereichs II Technisches Bildungszentrum Mitte, An der Weserbahn 4, unterrichtet in Ausbildungsberufen der Bereiche Elektrotechnik, Metall- und Maschinentechnik, Verkehrs- und Fahrzeugtechnik. Es ist eine Berufsfachschule für Technik, Fachoberschule für Technik und Berufliches Gymnasium für Technik.
- Alte Gymnasium, Kleine Helle 7 ist ein Humanistisches Gymnasium. Die Schola Bremensis entstand 1528 als Lateinschule, war seit 1610 das Paedagogeum und akademisches Gymnasium illustre und entwickelte sich im 19. Jahrhundert zum Alten Gymnasium (EWS) an der Domsheide, das 1987 zum heutigen Standort umzog.
- Erwachsenenschule (Schulzentrum für Erwachsene), Doventorscontrescarpe (Block A) 172 ist eine öffentliche Schule des Zweiten Bildungsweges.
- Bremer Volkshochschule (vhs) mit ihrer Zentrale in der Faulenstraße 69
- Private Schule für Altenpflege der Bremer Heimstiftung, Außer der Schleifmühle 4
- Bremer Schlafschule, Am Wall 165–167
- St.-Johannis-Schule, Tiefer 12 und Dechanatstraße 9, katholische Privatschulen.
- Verwaltungsschule der Freien Hansestadt Bremen, Doventorscontrescarpe 172.

### Soziales
- Die ca. 20 Kindergärten
- Das Sozialzentrum Mitte/Östliche Vorstadt, Bahnhofsplatz 29
- Das Jugendhaus Buchte der Naturfreundejugend Bremen und das Party-Project, Buchtstr. 14/15
- Die Jugendfeuerwehr Bremen, Martinistraße 30
- Der Christliche Verein Junger Menschen (CVJM), Birkenstraße 34
- AWO Arbeiterwohlfahrt mit der Geschäftsstelle Mitte und dem Jugendwerk, Auf den Häfen 30–32
- Die Paritätischen Dienste Bremen gGmbH, Außer der Schleifmühle 55–61
- Die Diakonie mit ihren Diensten, Bahnhofsplatz 29
- Die Zentrale für private Fürsorge, Beim Steinernen Kreuz 9
- Die Senioren Wohnpark Weser GmbH Diepenau 2
- Die DKV–Residenz in der Contrescarpe GmbH, Am Wandrahm 40–43
- Die Kleinwerkstätten der Werkstatt Bremen, Bischoffstraße 2–8
- Das Altenheim Haus Am Dobben, Am Dobben 67–68
- Die Bremer Heimstiftung – Stadtteilhaus St. Remberti, Hoppenbank 2–3
- Die SelbstBestimmt Leben als Beratungsstelle und Treff für Behinderte, Ostertorsteinweg 98
- Der Volksbund Deutsche Kriegsgräberfürsorge, Rembertistraße 28
- Die Bahnhofsmission Bremen im Hauptbahnhof
- Die Bremer Seemannsmission und die Binnenschiffermission, Jippen 1 (Faulenquartier)
- Sowie Arbeitslosenberatung, Gesprächskreise, Gesundheitsberatung, Männergruppen, Netzwerke, Selbsthilfegruppen, Street-Worker, Suchthilfen etc.

### Kirchen, Religionen
- Ev. Bremer Dom am Domshof

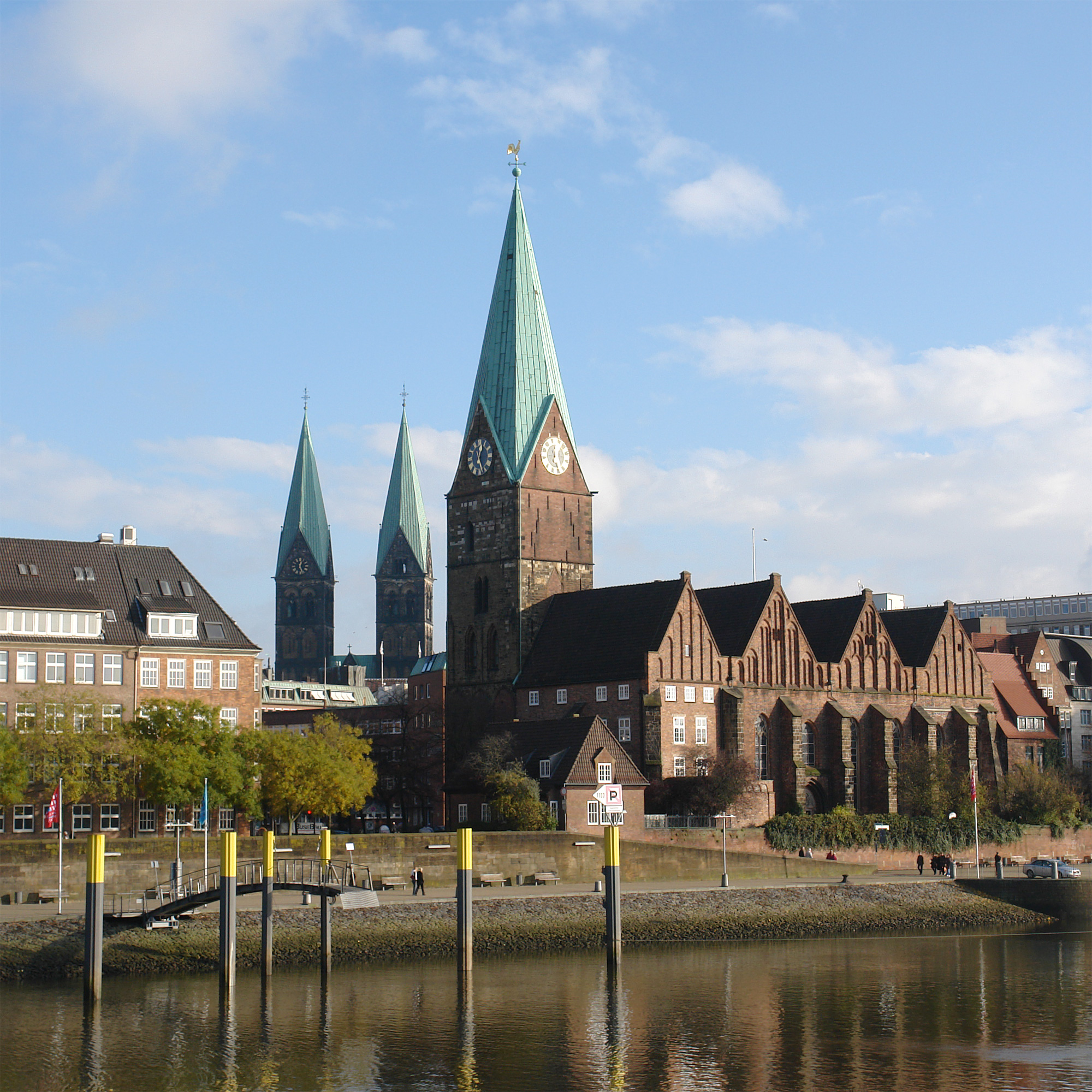
St. Martini, Dom

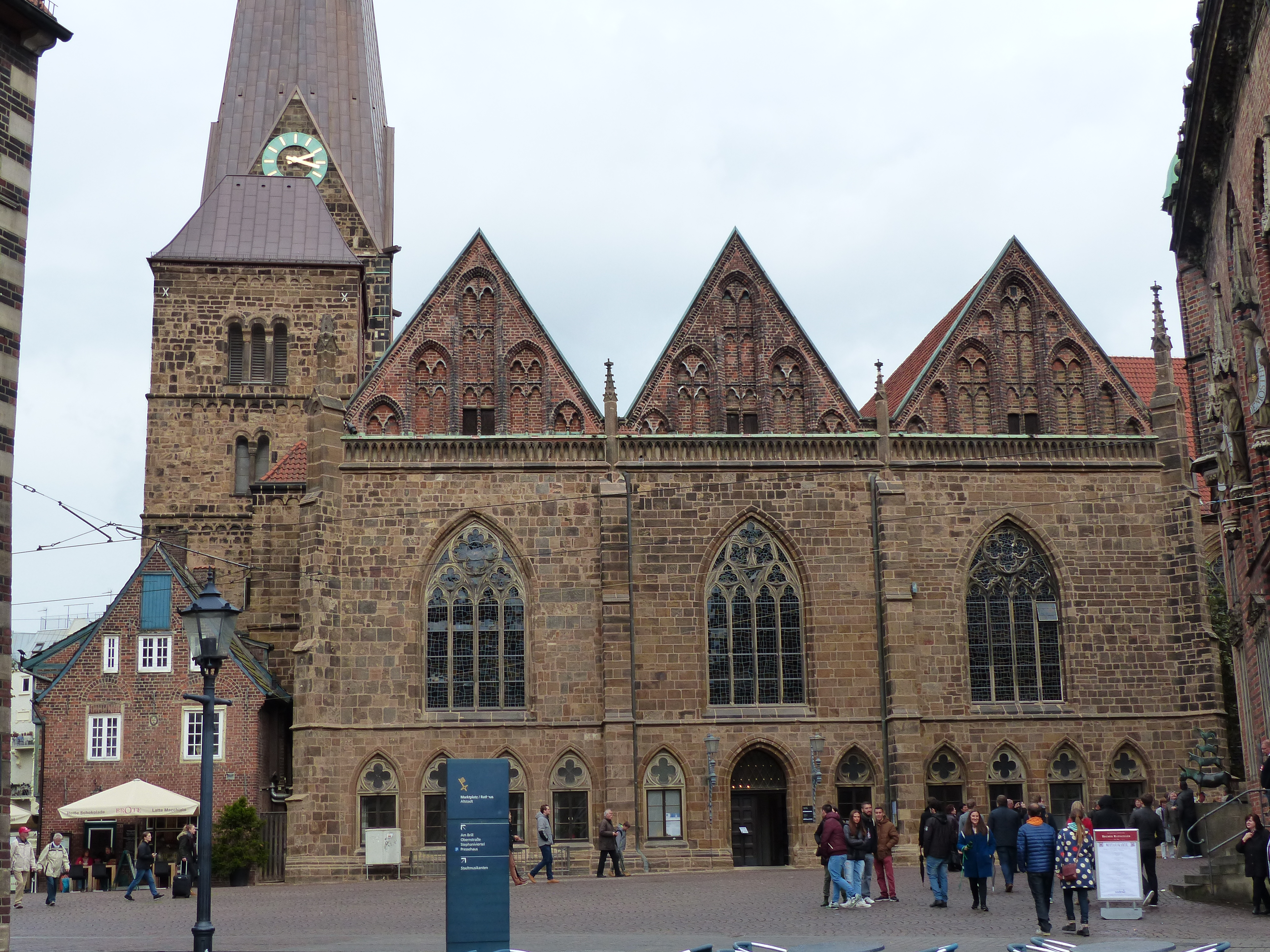
Liebfrauenkirche

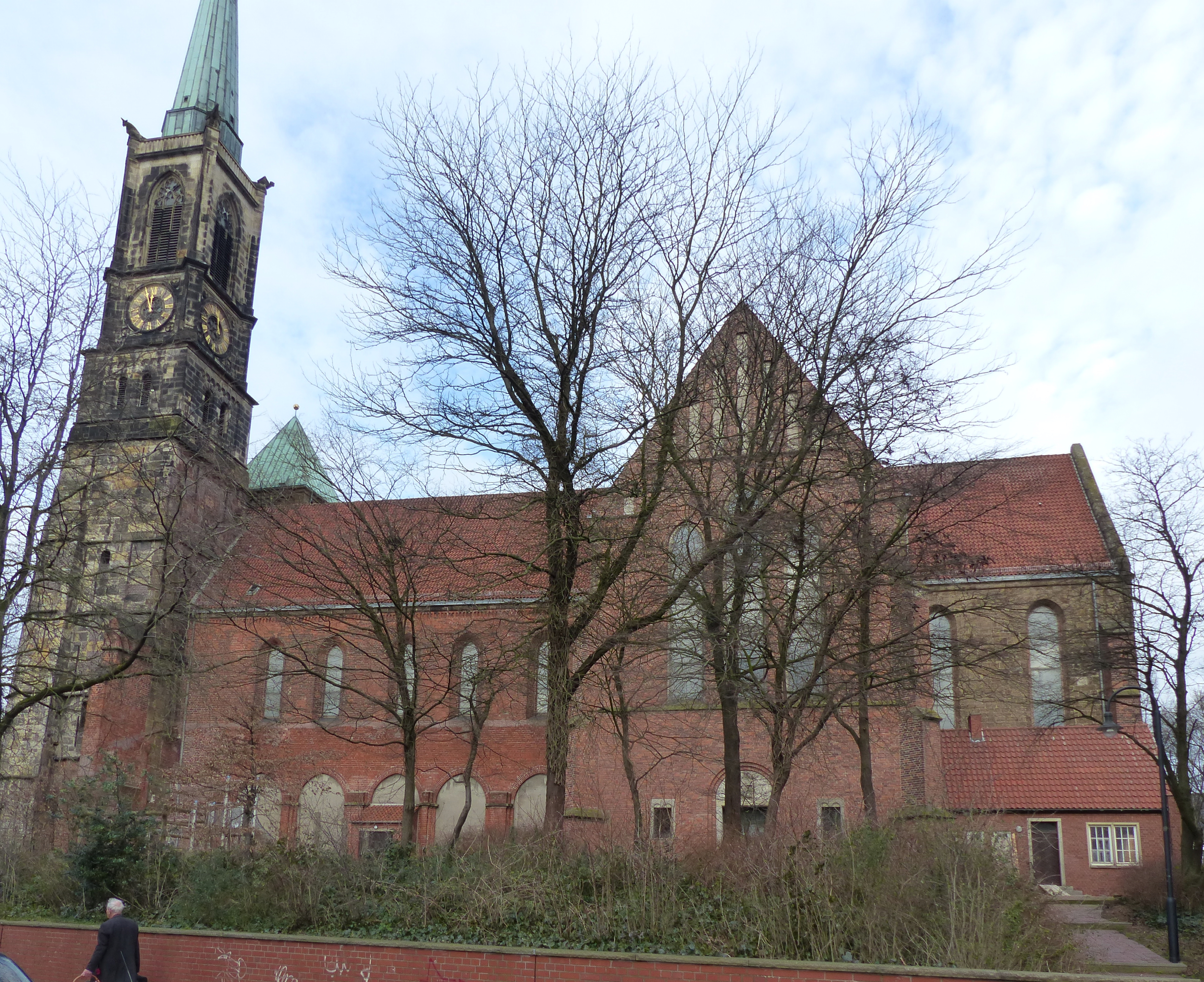
St. Stephani

- Ev. Liebfrauenkirche (Bremen) am Unser-Lieben-Frauen-Kirchhof
- Ev. Kirche Sankt Martini, Martinikirchhof 3
- Ev. St. Michaelis – St. Stephani Gemeinde seit 2009 bestehend aus der
  - Ev. St.-Stephani-Kirche, Stephanikirchhof 8 und der
  - Ev. Michaeliskirche, Doventorsteinweg 51
- Katholische Propsteikirche St. Johann (Bremen), Hohe Straße 3
- Freikirchliche Advent Gemeinde Bremen-Mitte (Adventisten), Osterdeich 42/43
- neuapostolische Gemeinde Bremen-Ostertor, Osterdeich 31 (2016 geschlossen, 2018 verkauft, soll für Wohnbauten abgerissen werden)[10][11]
- Michaelkirche (Christengemeinschaft), Kleine Meinkenstraße 4
- Islamische Alevitische Gemeinde in Bremen und Umgebung, Breitenweg 41

Der Bremer Stadtplan der Religionen gibt eine aktuelle Übersicht der Religionsgemeinschaften.

### Sport
- BSG BremenPORTS – Hafenfussball, Birkenstraße 15
- Bremer Ski-Club, Altenwall 24
- Turnkreis Bremen-Stadt (TKBS) und die Geschäftsstelle des Bremer Turnverbandes, Violenstraße 27
- Turnerschaft des Vereins Vorwärts von 1847, Violenstraße 27
- TSZ Blau-Gelb Tanzsportzentrum Bremen, Bürgermeister-Smidt-Straße 59/61

## Wirtschaft und Verkehr

### Wirtschaft
Der Stadtteil Mitte ist das Zentrum für Einkaufen, Dienstleistungen, öffentliche Verwaltung, Kultur sowie Freizeit und Gaststätten.
Der Ortsteil Ostertor im sogenannten Viertel ist ein Wohnviertel mit einer Einkaufszone am Ostertorsteinweg und mit vielen Dienstleistungs- und kleinen Handwerksbetrieben, sowie Gaststätten und kulturellen Einrichtungen.
Wochenmärkte bestehen in den Ortsteilen Altstadt (Blumenmarkt) und Domshof sowie Stephaniviertel (Fangturm).

### Verkehr
Fußgängerzone
Der Bereich der Altstadt um die Obernstraße, Hutfilterstraße, Sögestraße, Böttcherstraße, Knochenhauerstraße, Langenstraße und im Schnoor sowie den Plätzen wie Bremer Marktplatz und Domshof, Domsheide, Unser Lieben Frauen Kirchhof und Hillmannplatz ist die zentrale Fußgängerzone mit mehreren überdeckten Einkaufspassagen.
Öffentlicher Personennahverkehr
- Alle Straßenbahnlinien und mehrere Buslinien der Bremer Straßenbahn AG (BSAG) sind von den drei zentralen Knotenpunkten Bremer Bahnhofsplatz, Domsheide und Am Brill erreichbar.
- Von Bremen Hauptbahnhof führen S-Bahn- und Regionalbahn-Linien nach Delmenhorst / Oldenburg / Bad Zwischenahn, Bremen-Nord, Osterholz-Scharmbeck / Bremerhaven, Oyten / Rotenburg (Wümme) / Hamburg, Achim / Verden / Hannover und Syke/Twistringen / Osnabrück sowie Soltau / Uelzen und Hude / Nordenham.

Straßenverkehr
Der Straßenverkehr wird durch Bismarckstraße / Dobben / Rembertiring / Breitenweg, Ostertorsteinweg / Am Wall sowie Osterdeich / Tiefer / Martinistraße / Faulenstraße in Ost-West-Richtung und durch die Bundesstraßen 6/75/Stephani-Brücke, Bürgermeister-Smidt-Straße/Bürgermeister-Smidt-Brücke und Wilhelm-Kaisen-Brücke in Nord-Süd-Richtung geführt.
Darüber hinaus sind näher beschrieben als historische Straßen und Plätze:

Am Wall, Ansgarikirchhof, Bahnhofstraße, Bremer Bahnhofsplatz, Contrescarpe, Faulenstraße, Geeren, Herdentorsteinweg, Schlachte (Bremen), Schüsselkorb und Tiefer.
Rad- und Wanderwege
Rad- und Wanderwege führen
- an der Weser durchgängiger an der Innenstadt, dem Ostertorviertel und dem Steintorviertel vorbei,
- um die Altstadt durch das Wegenetz in den Wallanlagen,
- Martinistraße, Faulenstraße, Bürgermeister-Smidt-Straße, Herdentorsteinweg, Kulturmeile und Wall sind mit Radwegen ausgestattet worden.